# 21359 Geng
21359 Geng (1997 GN22) là một tiểu hành tinh vành đai chính được phát hiện ngày 6 tháng 4 năm 1997 bởi nhóm nghiên cứu tiểu hành tinh gần Trái Đất phòng thí nghiệm Lincoln ở Socorro.